# Goldgrund (Naturschutzgebiet)
Koordinaten: 49° 0′ 59″ N, 8° 17′ 14″ O

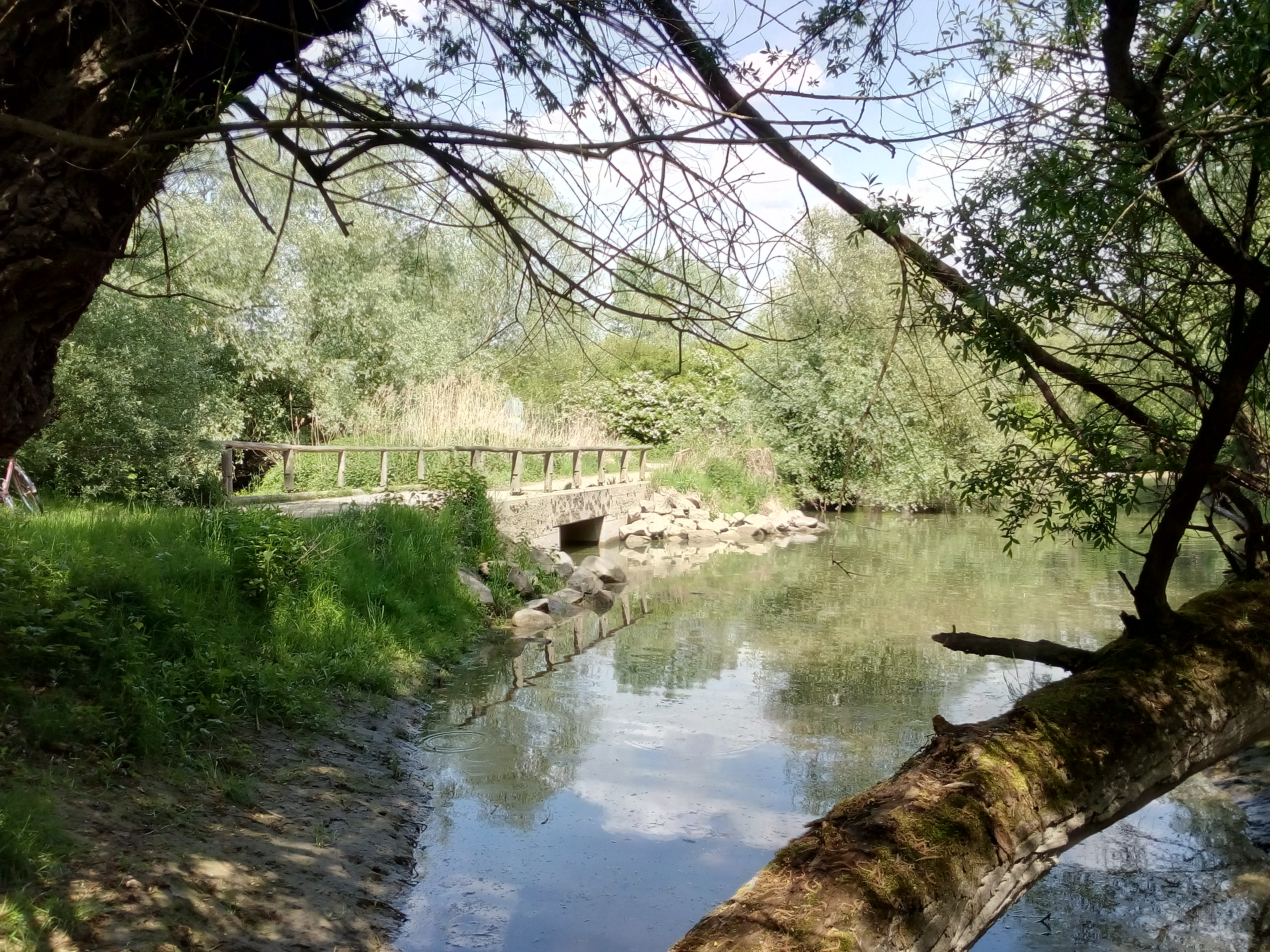
Pforzer Altrhein im Goldgrund

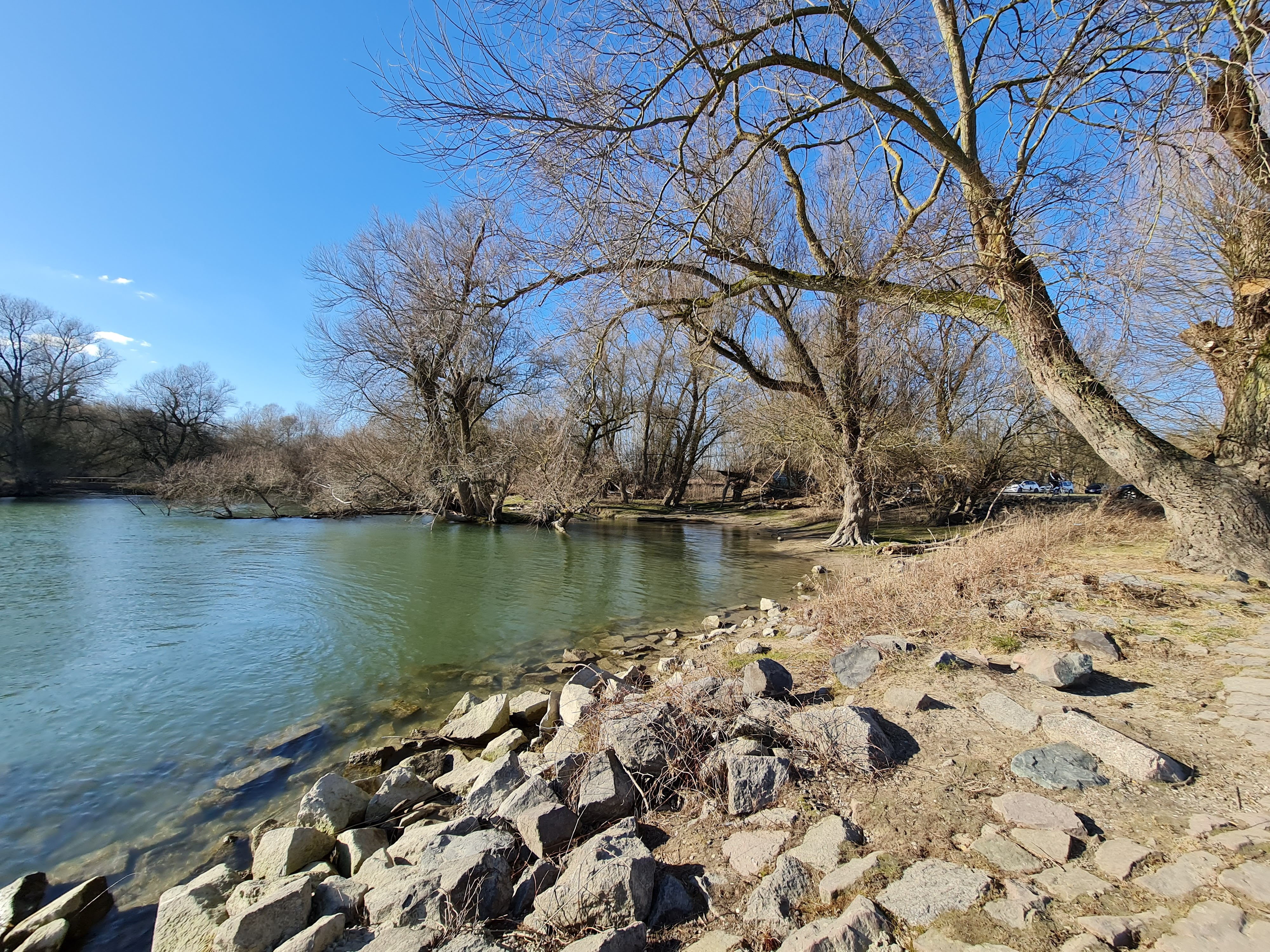
NSG Goldgrund

Das Naturschutzgebiet Goldgrund liegt im Landkreis Germersheim in Rheinland-Pfalz. Das etwa 310 ha große Gebiet, das im Jahr 1997 unter Naturschutz gestellt wurde, erstreckt sich östlich der Kernstadt Hagenbach direkt am östlich fließenden Rhein. Westlich verlaufen die Landesstraßen 540 und die 556; im Südwesten schließt der Polder Daxlander Au an. Das Gebiet umfasst standorttypische, naturnahe Waldbestände sowie extensiv genutztes Grünland mit Gebüschen, Hecken, Einzelbäumen, Seggen- und Röhrichtbeständen sowie naturnahe Still- und Fließgewässer.

## Bilder

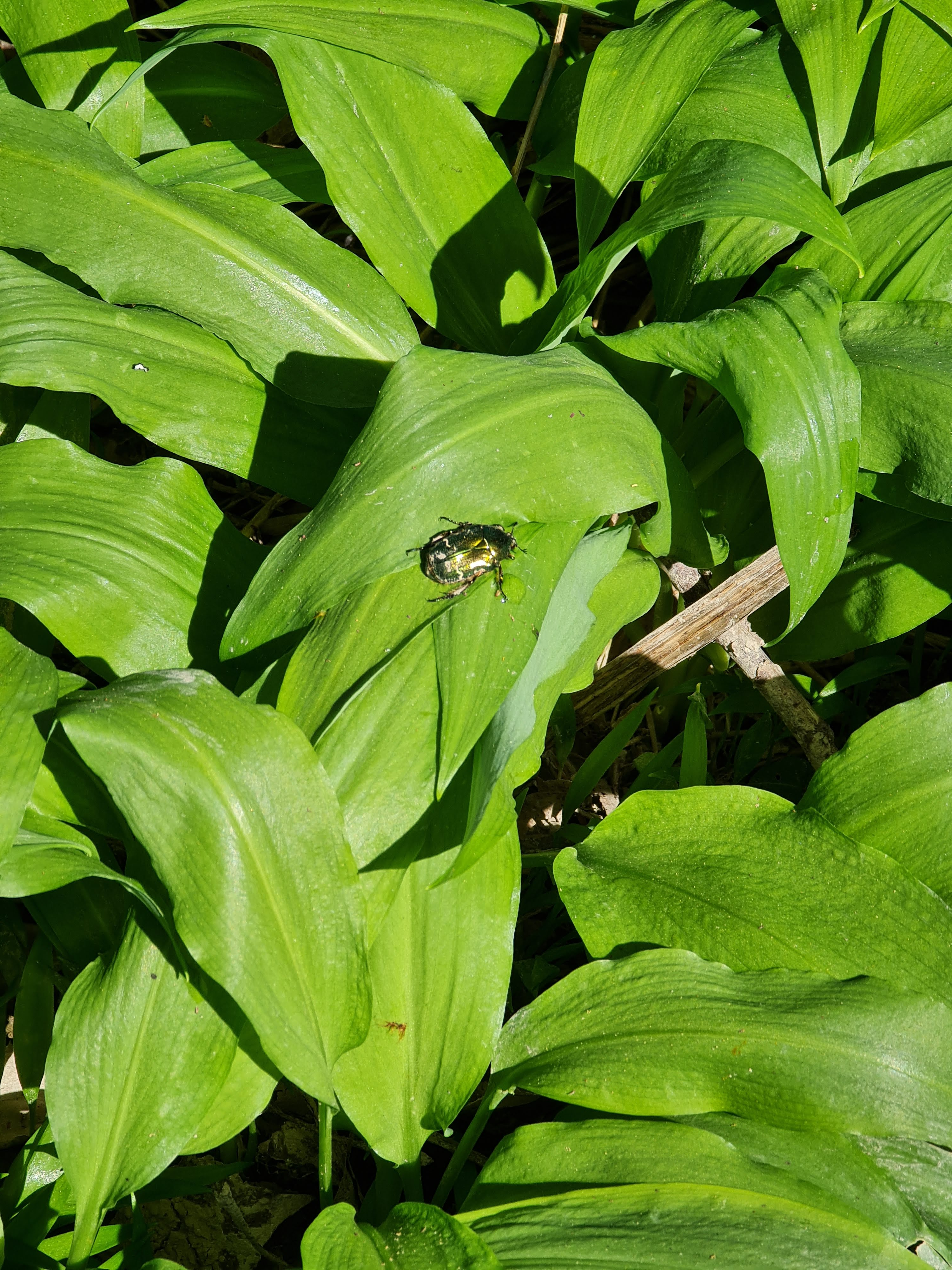
Goldglänzender Rosenkäfer sitzt auf Bärlauch
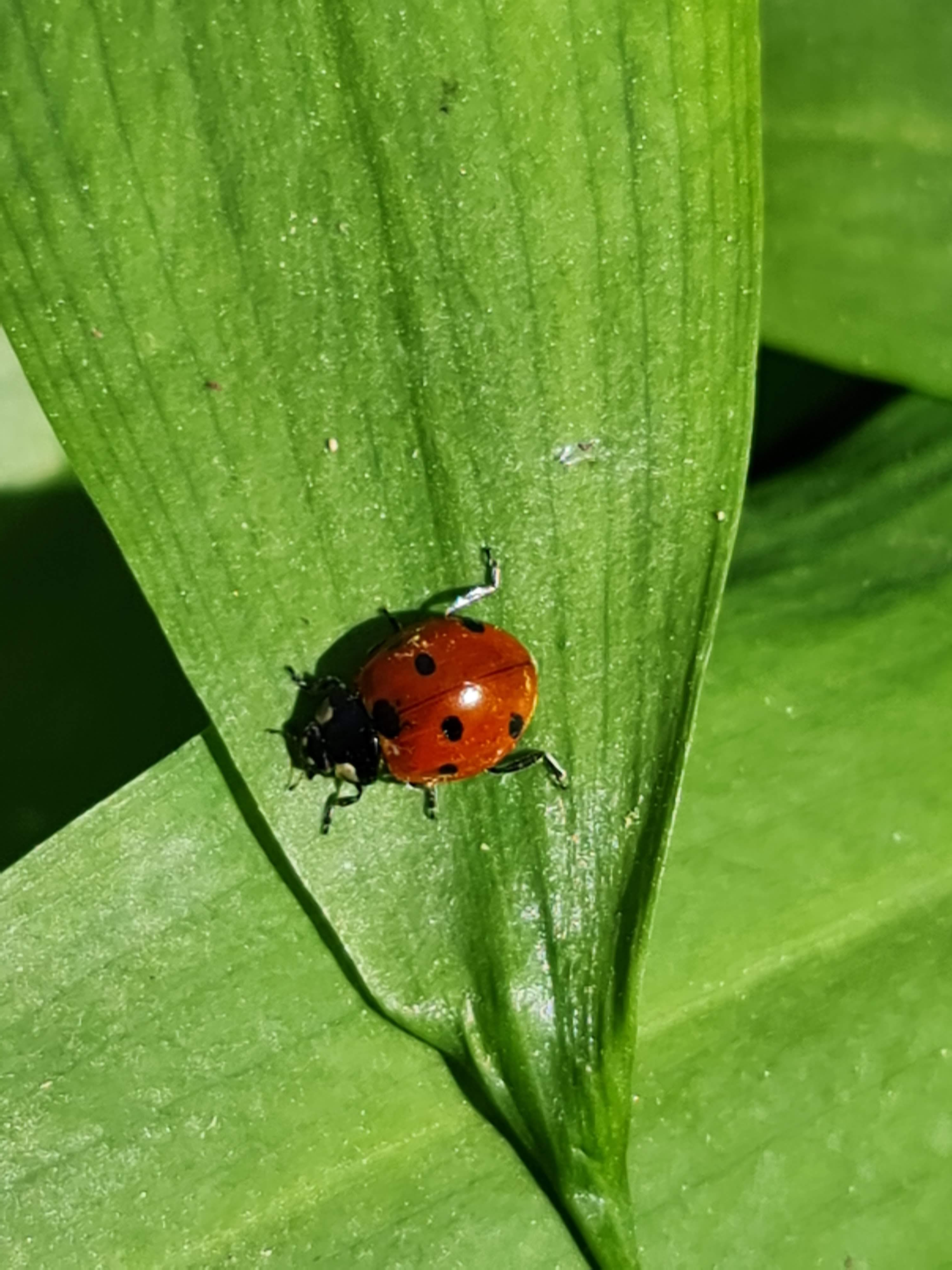
Marienkäfer sitzt auf Bärlauch